# Beleg van Jeruzalem (637)

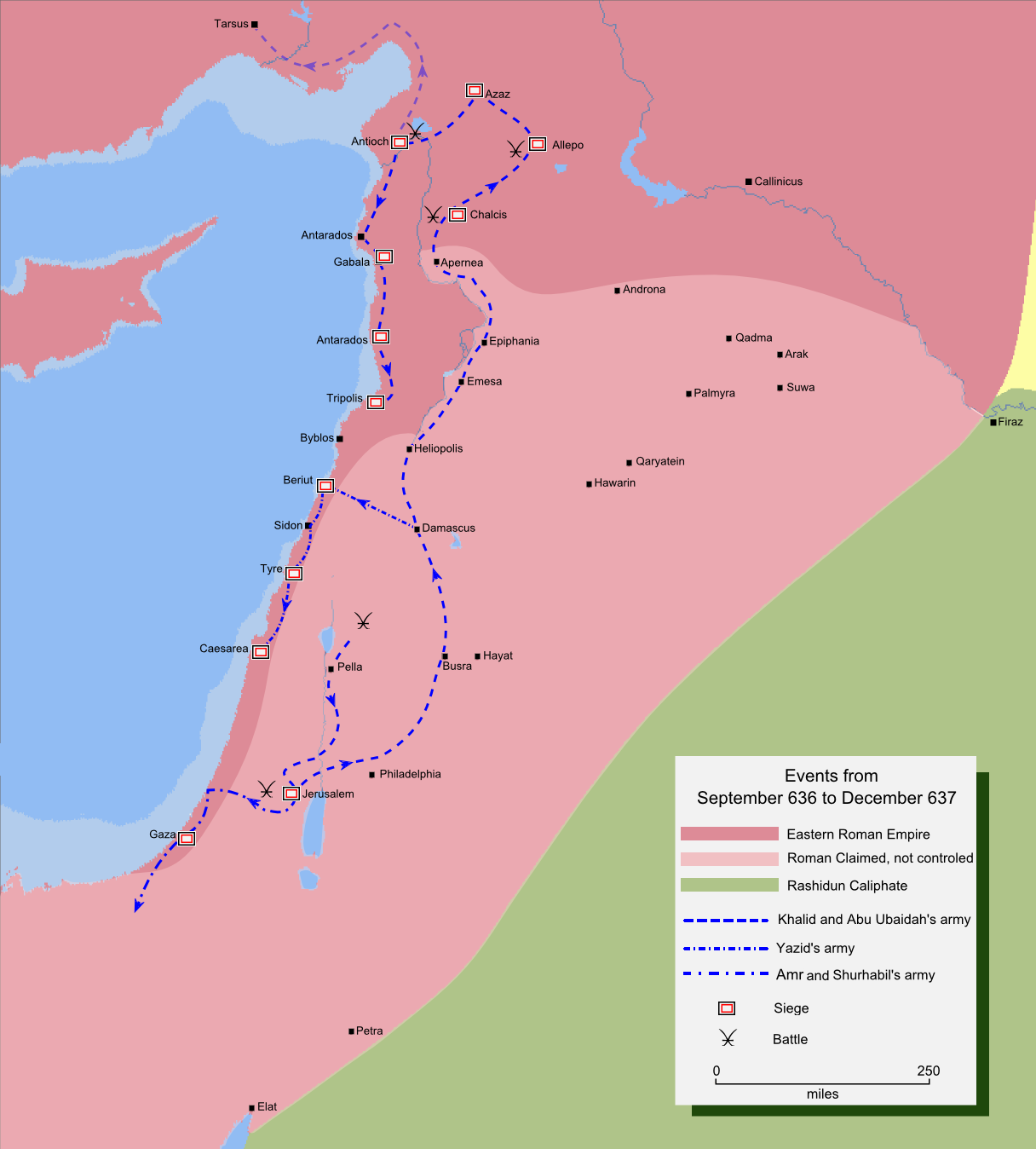
Islamitische verovering van de Levant 636-637

Het Beleg van Jeruzalem (637) was een onderdeel van de Islamitische verovering van de Levant. Jeruzalem, in handen van de Byzantijnen, werd na een beleg van vier maanden, zonder bloedvergieten, overgedragen aan het Kalifaat van de Rashidun.

## Achtergrond
Tijdens de regeerperiode van Khusro II, sjah van de Sassaniden, verloor het Oost-Romeinse Rijk de controle over de Levant. Na de moord op Khusro II in 628 brak er een burgeroorlog uit in het Perzische Rijk. Keizer Herakleios van het Byzantijnse Rijk slaagde erin de Levant te heroveren. Intussen was op het Arabisch Schiereiland de islamitische profeet Mohammed erin geslaagd de verschillende Arabische stammen te verenigen. Zijn opvolgers begonnen spoedig de Islam gewapenderwijs te verbreiden door het de omringende volken op te dringen. De eerste confrontatie tussen Byzantijnen en Arabieren was de Slag bij Mu'tah in 629, een overwinning voor de Byzantijnen. De Arabieren onder leiding van generaal Khalid ibn Walid richtten eerst hun pijlen op het ter ziele gaande Sassanidische Rijk, in 634 hadden ze Irak veroverd. Na het verlies door de Byzantijnen van Damascus (634) en hun nederlaag bij de Slag bij de Jarmuk (636) was zuidelijk Syria over land voor Byzantium afgesneden.

## Beleg
Patriarch Sophronius van Jeruzalem stond er alleen voor om de stad te verdedigen, hij verzamelde alle heilige relikwieën, inclusief de relikwieën van het Heilig Kruis, en transporteerde ze in het geheim naar de kust om daarna naar Constantinopel te worden gebracht. Het beleg begon in november 636, de Arabieren kozen voor een bloedeloze overgave en omsingelden de stad. Van keizer Herakleios hoefde Sophronius geen hulp te verwachten, na vier maanden bood hij de capitulatie aan en beloofde een jizya (tribuut) te betalen, op voorwaarde dat kalief Omar ibn al-Chattab in eigen persoon naar Jeruzalem kwam om het pact te ondertekenen en de overgave te aanvaarden.

## Vervolg
Kalief Omar arriveerde in Jeruzalem in april 637 en in ruil voor schatting beloofde hij de christenen burgerlijke en religieuze vrijheid. Voor het eerst, na bijna 500 jaar Romeinse heerschappij, mochten de Joden opnieuw in Jeruzalem wonen. Na tien dagen keerde kalief Omar terug naar Medina. Zuid-Syrië was nu in handen van de Arabieren en eind 637 na de Slag bij de IJzeren Brug was ook Noord-Syrië in Arabische handen. In 639 begonnen de Arabieren met de verovering van Egypte.